# جيمس كارول (سياسي أمريكي)
جيمس كارول (بالإنجليزية: James Carroll)‏ هو قاضي وسياسي أمريكي، ولد في 2 ديسمبر 1791 في بالتيمور في الولايات المتحدة، وتوفي بنفس المكان في 16 يناير 1873. حزبياً، نشط في الحزب الديمقراطي. وقد انتخب عضو مجلس النواب الأمريكي.